# Młode lata
Młode lata (tyt. oryg. Rani radovi) – jugosłowiański film z 1969 roku w reżyserii Želimira Žilnika.